# Città di Maroondah
La città di Maroondah è una Local Government Area che si trova nello Stato di Victoria. Essa si estende su una superficie di 61,4 chilometri quadrati e ha una popolazione di 103.839 abitanti. La sede del consiglio si trova a Ringwood.